# Ròpal
Ròpal (en grec antic Ῥόπαλος) va ser, segons la mitologia grega, un fill de Festos, que era fill al seu torn d'Hèracles.
Va ser rei de Sició. Va regnar després de Zeuxip, que havia succeït Festos quan aquest, per un oracle, es va haver d'exiliar a Creta. El seu fill i successor va ser Hipòlit. Hipòlit va perdre el regne quan un exèrcit de Micenes a les ordres d'Agamèmnon va atacar la ciutat de Sició.
Hi havia una altra genealogia que deia que Ròpal era fill d'Hèracles i pare de Festos. Ròpal significa "maça", i aquesta era una de les armes preferides d'Hèracles.